# L'Ombre et la Lumière
 (décembre 2021).
Si vous disposez d'ouvrages ou d'articles de référence ou si vous connaissez des sites web de qualité traitant du thème abordé ici, merci de compléter l'article en donnant les références utiles à sa vérifiabilité et en les liant à la section « Notes et références ».
L'Ombre et la Lumière est un roman américain de Paul B. Thompson et Tonya R. Carter, publié chez Fleuve noir et tiré du monde imaginaire des Lancedragon. Il constitue le premier volume de la série Preludes.

## Cadre
L'Ombre et la Lumière commence dans la ville de Solace au moment où les compagnons décident de poursuivre les rumeurs de guerre et de se lancer dans leurs quêtes personnelles pendant cinq ans. Sturm de Lumlane et Kitiara Uth Matar décident tous deux de se rendre au nord, en Solamnie pour en savoir plus sur leurs familles.
Peu de temps après avoir quitté Solace, ils rencontrent un groupe de gnomes qui en est aux dernières étapes de la construction d'un vaisseau volant. Les deux compagnons décident qu'il serait beaucoup plus rapide de se rendre en Solamnia avec le navire volant qu'à cheval ou à pied, et ils aident donc les gnomes à terminer le navire. Le vaisseau volant est un succès - mais un succès trop grand, car des problèmes mécaniques font monter et descendre le vaisseau jusqu'à ce qu'il retombe sur la lune rouge Lunitari. Pendant qu'ils réparent le vaisseau sur Lunitari, ils rencontrent un roi fou et un dragon en cuivre. Quelque chose d'inexplicable arrive aux compagnons et aux gnomes pendant leur séjour sur la lune : ils héritent de pouvoirs magiques. La magie prend leurs plus grands rêves et leur donne en quelque sorte le pouvoir de les réaliser. Kitiara devient beaucoup plus forte et Sturm est assailli de visions de son père et de la chute du château de Lumlane. Le roi détraqué tente de les capturer, mais ils réussissent à s'échapper, cependant, ils perdent un membre de leur groupe, un gnome. Le dragon de cuivre est emprisonné dans une gigantesque tour de marbre, car il doit garder les œufs des autres dragons. En conversant avec le dragon, Sturm apprend la naissance des Draconiens. De plus, Kitiara forme une alliance avec le dragon : si elle parvient à le libérer, il deviendra le partenaire dragon de Kitiara. Les gnomes tentent de le libérer, mais ils échouent toujours, jusqu'à ce qu'ils pensent au vitriol. En utilisant le vitriol qu'ils avaient à bord, ils détruisent la tour de marbre et libèrent le dragon. Après avoir réparé leur navire, ils rentrent chez eux avec le dragon. Malheureusement, l'air est trop rare pour soutenir le dragon, qui est donc contraint de rester sur Lunitari. Alors qu'ils volent de plus en plus haut, ils aperçoivent le gnome mort qui remarche, un pouvoir magique grâce auquel rien ne peut mourir sur Lunitari, mais ils ne peuvent pas revenir le sauver. Le gnome part alors vivre avec le dragon.
Après des semaines et des semaines d'affrontements au sujet de leurs idéaux individuels sur Lunitari, Kitiara et Sturm décident de suivre des chemins différents et de rompre leurs liens d'amitié. Sturm retourne au château de Lumlane - maintenant abandonné - et trouve l'armure et l'épée de son père.

## Personnages principaux
- Kitiara Uth Matar
- Sturm de Lumlane